# Happy Jankell
Betty Nicóle Hildegard Jankell (16 december 1993) is een Zweeds actrice en stemacteur.

## Biografie
Happy Jankell werd in 1993 geboren als Betty Nicóle Hildegard Jankell en is de dochter van acteur, muzikant en regisseur Thorsten Flinck en radiopresentator Annika Jankell en de jongere zus van actrice Félice Jankell. In 2006 speelde ze haar eerste rolletje in de korte film En liten tiger en in 2007 maakte Jankell haar langspeelfilmdebuut in Den nya människan. Buiten Zweden is Jankell vooral bekend voor haar rol van Betty in de Zweedse sciencefictionserie Äkta människor (Real Humans). 

## Filmografie
- 2019: Kungen av Atlantis - Cleo
- 2018: Ted – För kärlekens skull -  Lotta Ramel
- 2017: Leif & Billy (tv-serie, 8 afleveringen) - Elin
- 2017: Gabriel Klint (tv-serie)
- 2016: Insiativet (tv-serie)- Juni
- 2015-2017: Jordskott (tv-serie, 18 afleveringen) - Esmeralda
- 2015: Familjen Rysberg (tv-serie) - Vampyrella
- 2015: Star vs Mörkrets Makter (tv-serie) - Ester
- 2014: Portkod 1525 (tv-serie) - Steph (Stephanie)
- 2014: Stockholm Stories
- 2014: Solsidan (tv-serie) - Wilda
- 2013: Rosor, kyssar och döden (tv-film)
- 2013: IRL - Sc4rlet
- 2013-2014: Äkta människor (tv-serie) - Betty
- 2013: Groove High (tv-serie) - Zoe (stem)
- 2013: Fjällbackamorden: Ljusets drottning (tv-film) - Henny
- 2012: Portkod 1321 (tv-serie) - Steph (Stephanie)
- 2012: Shake It Up (tv-serie) - Rocky (stem)
- 2011: Medan allt annat händer (kortfilm) - Nicki
- 2011: Anno 1790 (tv-serie) - Clara
- 2010: Tusen gånger starkare - Mimi
- 2009: Jenny ger igen (kortfilm) - Karro
- 2008: Maskeraden (tv-kamerspel) - Kroonprins Gustav Adolf
- 2008: Värsta vännerna (tv-serie) - Nikki
- 2007: Ett gott parti (tv-serie) - Jessica
- 2007: Familjen Robinson - jonge Franny (stem)
- 2007: Den nya människan - Anna
- 2006: En liten tiger (kortfilm)